# Last Chance Records
Last Chance Records (oder Last Chance Schallplatten) war ein Musiklabel des Dortmunders Ulrich Bolz.

## Geschichte
Parallel zum Schallplattengeschäft Last Chance gründete Bolz 1980 das Label Last Chance Records. Während er sich in den 1980er-Jahren mit dem Plattengeschäft auf US-amerikanischen Punk fokussierte, veröffentlichte er über das Label primär Bands des Genres Alternative, unter anderem Alben von The Fair Sex, The Invincible Spirit und The Multicoloured Shades. Die Veröffentlichungen wurden mit „LCR“ und laufender Nummer durchnummeriert. Im Jahr 2008 erfolgte mit Schließung des Geschäftes auch die Abwicklung des Labels.